# West Yellowstone
West Yellowstone è una città degli Stati Uniti d'America situata nel Montana, nella Contea di Gallatin, vicina al parco nazionale di Yellowstone. La popolazione era di 1 272 abitanti al censimento del 2020. West Yellowstone è servita dall'aeroporto di Yellowstone e fa parte dell'area metropolitana di Bozeman.
West Yellowstone offre alloggi, negozi e altri servizi ai viaggiatori che visitano il vicino parco nazionale.

## Storia
Fondata nel giugno 1908, al completamento della Oregon Short Line Railroad, il nome della città cambiò diverse volte finché nel 1920 non si arrivò all'attuale nome di West Yellowstone. Il servizio ferroviario per West Yellowstone ebbe fine nel 1960 e la città venne incorporata nel 1966.

## Geografia
Secondo il United States Census Bureau, la città ha un'area totale di 2,07 km².

### Clima
Con i suoi 2 030 metri sul livello del mare, e con la sua posizione a circa metà strada tra l'equatore ed il Polo Nord, West Yellowstone ha un clima subartico (classificazione dei climi di Köppen Dfc), con inverni freddi, talvolta estremamente freddi, ed estati brevi ma generalmente calde. La città è coperta dalle nevi dall'inizio di novembre fino all'inizio di maggio; al picco degli accumuli di precipitazioni nevose, che tipicamente avvengono all'inizio di marzo, vi sono circa 1-1,2 metri di neve a terra. Nel 2007-2008 West Yellowstone ebbe neve al suolo dalla fine di ottobre fino a metà maggio, con 1,4 metri di neve alla fine di marzo. Durante l'estate, la temperatura minima media è 5°C, mentre la massima media è 26°C. Nel mese più freddo, gennaio, la temperatura minima media è -18°C, mentre la massima media è -4°C.
West Yellowstone detiene il record di temperatura più bassa mai registrata in una comunità residenziale negli Stati Uniti d'America contigui, con -54°C, anche se una temperatura ancora più bassa è stata registrata in un'area non residenziale, a Rogers Pass, sempre nel Montana, con -57°C.

## Economia

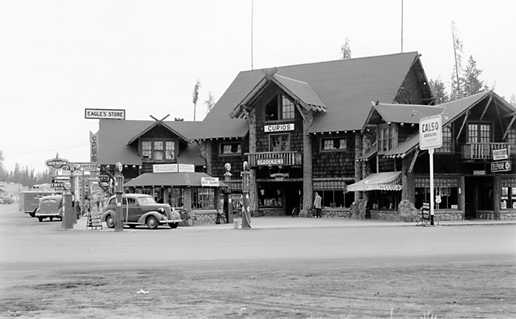
L'emporio di Eagle a West Yellowstone nel 1939

### Turismo
Per via della prossimità al parco nazionale di Yellowstone, la città ha un forte afflusso di turisti, specialmente dalla Cina; per gestire le masse di turisti, la città ha cartelli commerciali anche in cinese mandarino, oltre a sei ristoranti cinesi. Si stima che metà dell'indotto annuale sia rappresentato dai turisti cinesi.